# Ещенко, Валентина Николаевна
Валентина Николаевна Ещенко (укр. Валентина Миколаївна Єщенко; род. 10 августа 1946 года, с. Салтыкова Девица ныне Куликовского района Черниговской области Украинской ССР) — украинский государственный деятель, депутат Верховной рады Украины I созыва (1990—1994).

## Биография
Родился 10 августа 1946 года в селе Салтыкова Девица ныне Куликовского района Черниговской области Украинской ССР.
Окончила Нежинское медицинское училище в 1964 году, в 1974 году окончила Киевский медицинский институт по специальности «врач-терапевт».
После окончания медучилища с 1964 года работала медсестрой в Куликовской районной больнице, с 1966 года была медсестрой хирургического отделения Сумской городской больницы, с 1967 года — медсестрой терапевтического отделения Киевской клинической больницы № 22, с 1974 года являлась врачом-интерном Киевской областной клинической больницы.
С 1975 года работала рентгенологом Дымерской районной больницы пгт. Дымер Вышгородского района, затем рентгенологом, а с 1987 года — главным врачом Новопетровской участковой больницы Вышгородского района Киевской области.
В 1990 году в ходе первых альтернативных парламентских выборов в Украинской ССР был выдвинут кандидатом в народные депутаты трудовым коллективом завода «Карат» (г. Вышгород), совхоза имени Ватутина, Новопетровской сельской больницы и средней школы № 1 Вышгородского района. 18 марта 1990 года в первом туре была избрана народным депутатом Верховного совета Украинской ССР XII созыва (в дальнейшем — Верховной рады Украины I созыва) от Вышгородского избирательного округа № 217 Киевской области, набрал 47,14 % голосов среди 8 кандидатов. В парламенте входила в группу «Центр», являлась членом комиссии по делам женщин, охраны семьи, материнства и детства. Депутатские полномочия истекли 10 мая 1994 года.